# Aulacorhynchus haematopygus
El tucanete culirrojo (Aulacorhynchus haematopygus) es una especie de pequeña ave piciforme de la familia de los tucanes (Ramphastidae). Presente en las selvas andinas de Venezuela, Colombia y Ecuador. Al igual que sucede con sus primos los tucanes, a estas aves es más fácil oírlas que verlas, ya que prefieren la parte alta de los bosques para confundirse con el follaje, gracias a sus tonos verdes,
Tiene descritas dos subespecies:
- A. h. sexnotatus (Gould, 1868) - Suroeste de Colombia, y Andes del oeste de Ecuador.
- A. h. haematopygus (Gould, 1835) - Andes de Colombia y oeste de Venezuela (Sierra de Perijá).